# R Centauri
Ne doit pas être confondu avec r Centauri (HD 115310).
Désignations
R Centauri (R Cen) est une étoile variable de type Mira de la constellation du Centaure. Elle est située à environ 1300 années-lumière de la Terre.
R Centauri est une variable de type Mira dont la luminosité varie entre les magnitudes +5,2 et +11,5 sur une période d'environ 500 jours. Par le passé elle avait une courbe de lumière inhabituelle à double pic, mais en 2001 elle était revenue à une courbe à simple pic presque normale. Avant 1950 la période était d'environ 550 jours, mais depuis elle a décru jusqu'à environ 500 jours. Une analyse de 2016 des données de ASAS fournit une période de 498,84 jours.
On pense que le comportement inhabituel de R Centauri est causé par un flash dans la coquille d'hélium entourant son cœur, ce qui se produit périodiquement dans les étoiles de la branche asymptotique des géantes (AGB) car la masse de la coquille d'hélium s'accroît avec l'hélium produit par la coquille externe d'hydrogène.
C'est également un maser H2O.